# Údolí Malínského potoka
Údolí Malínského potoka este o arie protejată (arie specială de conservare — SAC, sit de importanță comunitară — SCI) din Republica Cehă întinsă pe o suprafață de 22,07 ha, integral pe uscat.

## Localizare
Centrul sitului Údolí Malínského potoka este situat la coordonatele 49°57′10″N 17°04′19″E / 49.952778°N 17.071944°E.

## Înființare
Situl Údolí Malínského potoka a fost declarat sit de importanță comunitară în aprilie 2005 pentru a proteja 1 specie de plante. Situl a fost protejat și ca arie specială de conservare în iulie 2012.

## Biodiversitate
Situată în ecoregiunea continentală, aria protejată nu include niciun habitat protejat.
La baza desemnării sitului se află o specie protejată de  plante: Buxbaumia viridis.